# TSC Grün-Weiß Braunschweig
Der TSC Grün-Weiß Braunschweig e. V. ist ein Tanzsportverein in Braunschweig. Der Verein verfügt über Angebote in den Bereichen Turniertanz (Einzel und Formation), Breitensportangebote, Kreistänze und Kindertanzen. Die Standard-A-Formation des Vereins tanzte 2016 bis 2018 in der 1. Bundesliga Standard.

## Geschichte
Der Verein wurde 1976 als Tanzkreis Polizei gegründet. Zunächst wurden Räumlichkeiten in Gaststätten genutzt, darunter im Grünen Jäger im Braunschweiger Stadtteil Riddagshausen. 1980 mietete der Verein Räume auf dem Gelände von Voigtländer an, die für sechs Jahre genutzt werden konnten. 1987 zog der Verein in die Trainingsstätte im Heinrich-Büssing-Ring. 2021 erfolgte der Umzug in die heutigen Vereinsräume in der Hamburger Straße (Schimmel-Hof), gemeinsam unter einem Dach mit dem Tanz-Sport-Zentrum Braunschweig.

## Formationen

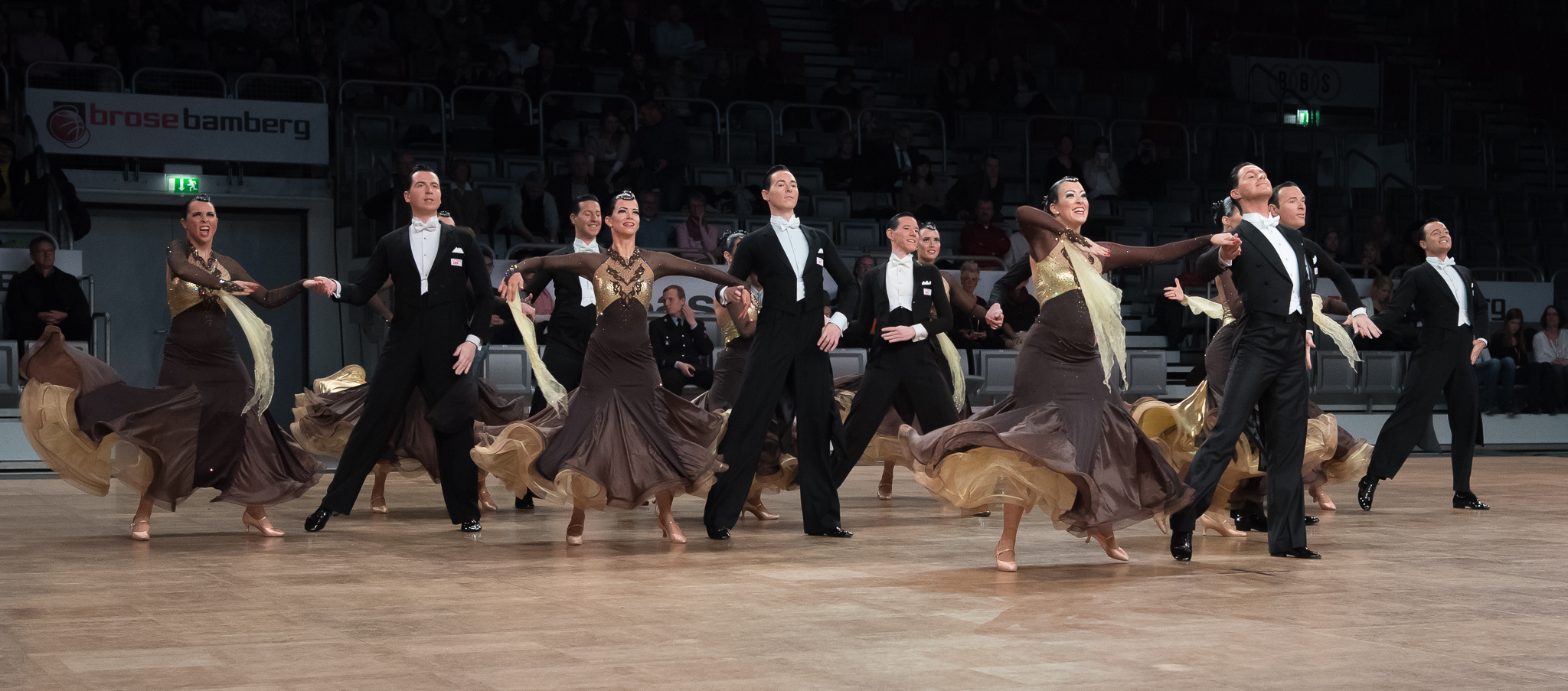
A-Team bei der Deutschen Meisterschaft der Formationen 2016

2013 wurde im Verein eine Standardformation gegründet, die seit der Saison 2013/14 zu Ligawettkämpfen antritt. Seit der Saison 2014/15 verfügte der Verein über zwei Formationen. Zur Saison 2017/18 kam eine dritte Mannschaft dazu.
2018 zog der Verein die Mannschaft aus der 1. Bundesliga Standard zurück, da keine vollständige Mannschaft für die nächste Saison aufgestellt werden konnte. Eine neue Mannschaft soll zusammen mit Mitgliedern des B-Teams gebildet werden, die dann in der nächsten Saison in der Regionalliga Nord Standard starten soll.
Trainer der Mannschaften ist Sebastian Bartels.

### A-Team
Das A-Team (vereinsinterner Name „Team Weiß“) startet seit der Saison 2013/14 zu Ligawettkämpfen. Der Mannschaft gelang in den Saisons 2014/15 und 2015/16 der Durchmarsch von der Regionalliga Nord in die 1. Bundesliga Standard.
| Saison  | Thema               | Liga              | Bemerkungen                                                    |
| ------- | ------------------- | ----------------- | -------------------------------------------------------------- |
| 2013/14 | „Darf ich bitten?“  | Regionalliga Nord |                                                                |
| 2014/15 | „The Black Piano“   | Regionalliga Nord | 1. Platz Regionalliga, Aufstieg in die 2. Bundesliga Standard  |
| 2015/16 | „The Black Piano“   | 2. Bundesliga     | 1. Platz 2. Bundesliga, Aufstieg in die 1. Bundesliga Standard |
| 2016/17 | „Enjoy the Silence“ | 1. Bundesliga     |                                                                |
| 2017/18 | „Female Voices“     | 1. Bundesliga     |                                                                |

Im Juni 2018 meldete der Verein die Mannschaft aus der 1. Bundesliga ab, nachdem keine Mannschaft für den Start in der nächsten Saison zusammengestellt werden konnte.
| Saison  | Thema             | Liga                        | Bemerkungen |
| ------- | ----------------- | --------------------------- | ----------- |
| 2018/19 | „The Black Piano“ | Regionalliga Nord Standard  |             |
| 2019/20 | „The Black Piano“ | 2. Bundesliga Nord Standard |             |

### B-Team
Das B-Team (vereinsinterner Name „Team Grün“) ging in der Saison 2017/18 erstmals an den Start. Musikalisches Thema war „Female Voices“.
| Saison  | Thema              | Liga                        | Bemerkungen |
| ------- | ------------------ | --------------------------- | ----------- |
| 2017/18 | „Female Voices“    | Regionalliga Nord           |             |
| 2018/19 | „Darf ich bitten?“ | Regionalliga Nord           |             |
| 2019/20 | „Darf ich bitten?“ | 2. Bundesliga Nord Standard |             |

### C-Team
Das C-Team startete ab der Saison 2014/15 in der Regionalliga Nord Standard zu Ligawettkämpfen. Musikalisches Thema der Mannschaft war zunächst „Darf ich bitten?“. In den Saisons 2015/16 und 2016/17 tanzte die Mannschaft zum musikalischen Thema „Big Band Swing“. In der Saison 2017/18 wurde eine Variation des Themas „Darf ich bitten?“ getanzt.
| Saison  | Thema              | Liga              | Bemerkungen |
| ------- | ------------------ | ----------------- | ----------- |
| 2014/15 | „Darf ich bitten?“ | Regionalliga Nord |             |
| 2015/16 | „Big Band Swing“   | Regionalliga Nord |             |
| 2016/17 | „Big Band Swing“   | Regionalliga Nord |             |
| 2017/18 | „Darf ich bitten?“ | Regionalliga Nord |             |